# Orgetorix
Orgétorix era conducătorul helveților când aceștia au decis, în anul 61 î.Hr., să migreze din Helvetia (Podisul Elvețian) în Saintonge (sud-vestul Galiei). El dorea, ca și alți nobili galici, să restabilească puterea monarhică în țara sa. Pentru a-și duce la îndeplinire proiectele, a făcut o alianță cu vecinii săi, care erau mânați de aceeași ambiție, Casticos printre sequani și Dumnorix printre edui. Când planul a fost dezvăluit, Orgétorix a fost arestat. A murit la scurt timp după, probabil prin sinucidere (60). Helveții au urmat totuși planul imaginat de Orgétorix. S-au confruntat cu legiunile lui Iulius Cezar din Galia și au trebuit să se întoarcă (martie-iunie 58 î.Hr.). Dion Cassius nu vorbește despre sinuciderea lui Orgetorix, dar indică faptul că el a condus Helveții în timpul migrației din 58 î.Hr.
Proiectul de formare a unei alianțe între Helveți, Sequani și Aedui, pentru a se opune expansiunii romane dincolo de provincia transalpină Galia și incursiunilor repetate ale germanilor pe malul stâng al Rinului, urmărea asigurarea independenței popoarelor galice. Migrația Helveților a provocat Războaiele Galice.

## Familie
Indicațiile lui Cezar ne permit să spunem că a avut cel puțin patru copii: o fiică pe care a căsătorit-o cu Dumnorix, o a doua fiică și un fiu capturat de trupele lui Cezar în timpul bătăliei de la Bibracte. Expresia folosită pentru a descrie captura acestuia din urmă sugerează că avea cel puțin un frate despre care nu se știe nimic.
Capturarea fiului lui Orgetorix în tabăra helveților și nu pe câmpul de luptă poate indica faptul că nu era suficient de mare pentru a purta arme. Prin urmare, este probabil să fi avut mai puțin de paisprezece ani în timpul acestui episod .

## Alte personalități cu același nume
Numele de Orgétorix este atestat și în Meaux, Galia Romană (Iantinon/Iatinum) în legătură cu construcția unui teatru, și în Jublains (Noviodunum), unde un alt Orgétorix a oferit și orașului său, în aceeași perioadă, un teatru. Denarii edui inscripționați cu ATPILI.F / ORCETIRIX, COIOS / ORCIITIRIX și EDVIS ORGETIRIX sugerează de asemenea prezența unui cvasiomonim printre edui.

## Etimologie
De la galicul ORGETOS - ucigaș și RIX - șef, rege; cu alte cuvinte „regele ucigașilor” sau „ucigașul șefilor”.